# Перестрелка на Рочдельской улице
Перестрелка на Рочдельской улице — вооружённый конфликт между двумя группами лиц, произошедший в Москве вечером 14 декабря 2015 года на Рочдельской улице, закончившийся двойным убийством и резонансным уголовным процессом. Этот криминальный эпизод привёл к новому, после «Дела о подмосковных казино», противостоянию ведомств и коррупционному скандалу в Следственном комитете Российской Федерации, возглавляемом Александром Бастрыкиным.

## Преступление
Причиной конфликта явился незначительный финансовый спор двух восточных женщин — ресторатора Ким, известной как «Жанна» или «Кимша», и её подрядчика Фатимы Мисиковой, переросший в силовое противостояние юристов адвокатского бюро Эдуарда Буданцева, представляющего интересы Ким, с людьми из преступной группировки Захария Калашова, покровительствующих Фатиме Мисиковой. События развивались у кафе «Elements» на Рочдельской улице, в присутствии бездействующих сотрудников местного отделения полиции и брата Ким Дениса с четырьмя друзьями-спортсменами. Вероятно, Калашов, действуя по наводке своей сообщницы Мисиковой, помимо других возможных мотивов, решил воспользоваться удачной ситуацией для захвата ресторана, либо рэкета его собственника. Обстановку накаляла и Ким, судебный эксперт-филолог отметила, что ресторатор грубила своим агрессивным оппонентам — называла их «быдлом», «с быдлом надо по-быдлячьи…» — вторил ей адвокат Буданцев, доказывая, что силовой конфликт был неизбежен.
Следствие полагает, что, в результате эскалации конфликта, адвокатом Эдуардом Буданцевым из наградного пистолета были застрелены два человека из банды Захария Калашова. Вскоре были установлены личности непосредственных участников конфликта, некоторые из которых были задержаны, через несколько месяцев арестован авторитет Калашов, позже в следственных изоляторах оказались сотрудники правоохранительных органов, подозреваемые в халатности и коррупционных связях с преступностью, в том числе первый заместитель начальника ГСУ СК по Москве Денис Никандров, начальник управления собственной безопасности СК РФ Михаил Максименко, экс-начальник СУ СКР по ЦАО Алексей Крамаренко, некоторые другие.
В итоге перестрелки, произошедшей 14 декабря 2015 года на Рочдельской улице в Москве, два человека убиты и восемь ранены, уголовное дело по факту случившегося было заведено 15 декабря 2015 года, в этот день следователь по особо важным делам в ГСУ СК по Москве Супруненко сформировал следственную бригаду, которая под его руководством занималась расследованием дела до февраля 2016 года.

## Обвинение
По факту перестрелки московский главк СКР возбудил уголовное дело по ч. 2 ст. 105 УК РФ (убийство двух и более лиц), ч. 2 ст. 213 УК РФ (хулиганство) и ч. 1 ст. 222 УК РФ (незаконный оборот оружия), а относительно бездействующих сотрудников правоохранительных органов отдела МВД РФ по Пресненскому району Москвы Ильдара Шакирова и Рената Зиннатулина возбуждёно уголовное дело по признакам статьи 293 УК РФ (халатность). По некоторым данным, кроме вымогательства выросшей суммы «долга», бандитами была совершёна попытка рейдерского захвата заведения Жанны Ким, что сначала ускользнуло от внимания правоохранителей, однако, позднее следователь Андрей Супруненко возбудил ещё одно дело по статье — 163 УК РФ («вымогательство»). Соучастие в рейдерском захвате сотрудников Пресненского ОВД доказать не удалось.
Подозрительные действия Максименко и Никандрова с данным уголовным делом, к примеру, необоснованное разделение дела на несколько частей, переквалификация выделенного дела авторитета «Итальянца» с хулиганства на самоуправство и освобождение его из под стражи, исключение вымогательства, иные обличающие оперативные данные, позволили заподозрить сотрудников Следственного комитета в получении взятки от представителей криминалитета и применить к подозреваемым меру пресечения в виде ареста и заключения под стражу, следственным управлением ФСБ РФ возбуждено уголовное дело о получении особо крупной взятки (ч. 6 ст. 290 УК РФ).

## Участники процесса
В конфликте и последующем уголовном процессе участвовал ряд сторон:

### Сотрудники ОВД «Пресненский»
В 2017 году Пресненский суд Москвы приговорил к лишению свободы на срок от двух до четырёх лет трёх бывших сотрудников ОВД «Пресненский» и ОВД Хамовники оперуполномоченного  Дениса Ромашкина, оперативника  Ильдара Шакирова и участкового ОВД Рената Зиннатулина. Изначально полицейских заподозрили в халатности, но затем ужесточили обвинение, переквалифицировав его как злоупотребление должностными полномочиями (ч. 3 ст. 285 УК РФ). Полицейские отрицали вину по всем пунктам обвинения, при этом факты говорили сами за себя: так, Шакиров вспоминал, как, выпрыгивая из машины, он на ходу достал табельный пистолет и бросился к входу в кафе. Его остановил Ромашкин словами: «Стой, дурак, убьют!»

### Юристы фирмы «Диктатура закона»
Интересы Ким в момент начала конфликта представляли сотрудники адвокатской коллегии «Диктатура закона» Роман Молокаев, Владимир Костриченко и Пётр Черчинцев, а также их начальник Эдуард Буданцев — бывший оперативный работник 9-го управления КГБ СССР, который ранее был личным охранником министра иностранных дел СССР Эдуарда Шеварднадзе и сотрудником ГУОП МВД, в нём он отвечал за глубокое оперативное внедрение агентуры в преступные группировки.

#### Буданцев
В возбуждении уголовного дела против недобросовестных следователей Никандрова и Максименко немаловажное значение сыграли личные связи Буданцева с ФСБ, а также мотивация, ведь переквалификация преступления его оппонентов с хулиганства на менее тяжкое самоуправство фактически лишало Буданцева возможности защититься по статье необходимая оборона.
Эдуард Буданцев регулярно тренировался и участвовал в соревнованиях по стрельбе, имел два наградных пистолета, — «Глок-17» и «Беретта-92», который носил с собой. Кто открыл огонь первым, Буданцев не помнил, позже отказался рассказать все обстоятельства перестрелки в связи с тем, что дал подписку о неразглашении данных следствия. Суд установил, что бандиты умышленно причинили средней тяжести вред здоровью выступавшему на стороне Ким адвокату Эдуарду Буданцеву избив его и сломав челюсть, тот, защищаясь, случайным выстрелом в живот тяжело ранил своего напарника Молокаева, немедля после этого застрелил оппонента по фамилии Китаев, после чего, в завязавшейся перестрелке, Буданцевым был убит приятель Китаева Домаскин, который вышел из машины и попытался оттащить товарища, кроме того, пулю в позвоночник получил помогавший Домаскину эвакуировать Китаева некий Березин. Различные источники особо выделяли то, что люди Шакро Молодого были вооружены травматическими пистолетами, тогда как Буданцев — боевым; на это указывал и Максименко, Буданцева при этом именуя «убийцей», кроме того, Кочуйков заблаговременно отозвал подконтрольный ему вооруженный огнестрельным оружием ЧОП и вступил в переговоры с Буданцевым лично. На этих основаниях СКР пытался вменить Буданцеву превышение пределов необходимой обороны, позже покушение на убийство, но Генеральная прокуратура отказалась утвердить обвинительное заключение по его делу, не найдя состава преступления, и вернула материалы на доследование. В результате активной позиции заместителя генпрокурора Виктор Гриня, потребовавшего квалифицировать действия Эдуарда Буданцева с учетом постановления пленума Верховного суда о самообороне, Буданцев был оправдан. Полное видео со стрельбой на Рочдельской улице было опубликовано «РБК» почти через четыре года после случившегося во время суда над Дрымановым, причем, ролик был получен от источника журналистов в Следственном комитете России и изъят ФСБ.

#### Молокаев
Бывший сотрудник ФСИН Роман Молокаев первым решил помочь своему начальнику Буданцеву, однако не смог этого сделать — попавшая в живот и разлетевшаяся на части после удара в крестцовую кость таза девятимиллиметровая пуля от случайного выстрела Эдуарда Буданцева нанесла Молокаеву тяжелейшие увечья, однако ставший инвалидом Молокаев ещё в первые дни расследования заявил, что никаких претензий к шефу не имеет.

#### Костриченко
Бывший сотрудник УБОП и МУР Владимир Костриченко отметил, что «достаточно тривиальный и незатейливый» конфликт неожиданно для всех его участников перерос в бойню, однако, полностью поддержал своего шефа Эдуарда Буданцева, оценивая его действия необходимой обороной, также он отметил особенности допроса в российской полиции.

Если бы кто-то видел, как конвоировали Буданцева, Черчинцева! Избитых, раненных. Их тащили в наручниках, волочили по земле. Отношение — как к пленным гестаповцам. Очень тяжело было смотреть на эту картину. Ну а когда доставили нас на пятый этаж отдела «Пресненский», на протяжении полутора часов Буданцева, как он мне рассказывал, местные оперативники розыска просто «кололи» на чистосердечное признание.— Владимир Костриченко, «РЕН ТВ» от 12 января 2019

#### Черчинцев и Сулейманов
По невыясненным причинам, внутри «Диктатуры закона» произошёл раскол, в результате которого раненый в перестрелке технический сотрудник фирмы Пётр Черчинцев дал показания против Буданцева. Другой бывший сотрудник Буданцева, юрист Руслан Сулейманов, который хоть и не участвовал в конфликте на Рочдельской, но, проявив солидарность с Черчинцевым, неожиданно определил Буданцева своим злейшим врагом, причём Сулейманов поддержал позицию действием, фактически перейдя на сторону Шакро Молодого в качестве адвоката Черчинцева. В своём новом статусе Сулейманов убеждал Жанну Ким переписать заявление с вымогательства на хозяйственный конфликт, также Сулейманов утверждал, что вымогательства не было и речь шла о требовании вернуть реальный долг. Кроме того, эти бывшие сотрудники «Диктатуры закона» однозначно свидетельствовали о превышении адвокатом Буданцевым пределов необходимой самообороны; в ответ Эдуард Буданцев, через совет адвокатской палаты Московской области, пробовал лишить статуса адвоката Сулейманова, с целью признать его доказательства недопустимыми. Буданцев безуспешно пытался через Останкинский суд признать порочащими сведениями утверждения адвоката Руслана Сулейманова и телеканала «Дождь» о том, что он, Буданцев, «приехал в ресторан по просьбе казахских олигархов, а именно Кенеса Ракишева, и первым достал пистолет, спровоцировав начало драки, после чего застрелил двух человек».

### Организованное преступное сообщество

#### Калашов (Шакро Молодой)
Если в процессуальной защите Буданцев использовал знакомства в ФСБ, то Шакро Молодой, напротив, практиковал подкуп правоохранителей из ГСУ СК по Москве, кроме того, не гнушался подкупом свидетелей, а адвокаты Калашова направляли многочисленные, но безрезультатные, апелляционные жалобы.
Адвокат — Александр Гофштейн.
Состоявшийся в 2018 году суд приговорил Калашова к 9 годам и 10 месяцам колонии строгого режима по делу о вымогательстве. Никулинский районный суд Москвы признал Калашова виновным по пунктам «а, б» части 3 статьи 163 УК РФ (вымогательство, совершенное с применением насилия организованной группой в целях получения имущества в особо крупном размере). Обвинение настаивало на наказании сроком 10 лет колонии и штрафе в 700 тысяч рублей.

#### Кочуйков
Андрей Кочуйков (1965 г.р.) — преступный авторитет по кличке «Итальянец», судим, является сторонником «воровского хода» и традиций.
В 1990-х Андрей Кочуйков по прозвищу «Итальянец» был активным членом ореховской преступной группировки, в 2002 году осужден за вымогательство, мошенничество и участие в преступном сообществе на длительный срок заключения в исправительной колонии строгого режима. Специализировался на рейдерских захватах московских предприятий. Член банды Шакро Молодого. Кочуйков получил публичную известность после своего участия в перестрелке на Рочдельской улице и последующего коррупционного скандала в Следственном комитете — за его крайне сомнительное освобождение из под стражи были уволены руководитель и ведущие сотрудники СУ СКР по Центральному округу Москвы, первый замруководителя ГСУ СК по Москве Денис Никандров оказался в СИЗО, при этом, апелляционная инстанция выпустила «Итальянца», признав его арест незаконным, а Никандрова оставила в Лефортово, туда же попали Максименко и его заместитель Ламонов.

#### Боевики
В 2018 году некоторые рядовые члены группировки Калашова, за избиение Буданцева и хулиганство, получили реальные сроки заключения, например, боевика Гоновичева суд приговорил к четырем годам лишения свободы с отбыванием наказания в исправительной колонии общего режима.

#### Фатима Мисикова
В деле о перестрелке Фатима Мисикова представляется соучастницей вымогательства денег у Жанны Ким и, одновременно, наводчицей.  Была предпринята попытка исключить Мисикову от следственных действий, инсценировав её смерть.

### Следственный комитет

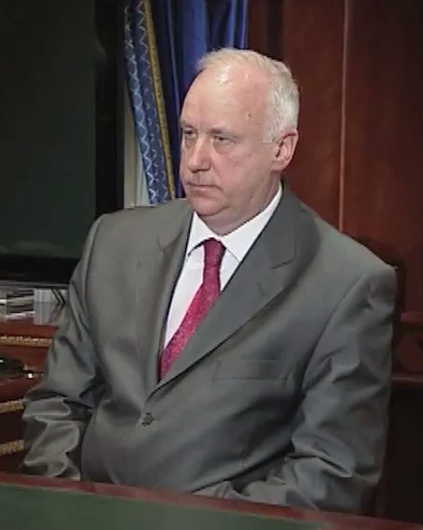
Александр Бастрыкин

В деле о перестрелке на Рочдельской улице СКР занял нелогичную и непоследовательную позицию сразу после задержания своих сотрудников, она разительно отличалась от корпоративной солидарности прокуроров в деле о подмосковных казино. К примеру, обличивший Никандрова руководитель управления СКР по ЦАО Алексей Крамаренко был впоследствии задержан по тому же делу, что и Никандров. Руководитель СКР по Москве Дрыманов корил бывших коллег за заключение соглашения со следствием, сетуя на их признательные показания, при этом, в первые дни ареста, его начальник Бастрыкин публично определил этих «так называемых коллег» предателями и взяточниками. В результате Никандров выдал своих ненадежных сообщников взамен на существенное смягчение наказания.
Коррумпированные сотрудники СК РФ формально не вошли в ОПС Шакро Молодого в силу ряда процессуальных причин, — взяточник не может входить в преступное сообщество, потому что члены сообщества по определению не могут давать друг другу взятки, хотя фактически Никандров, Максименко и Ламонов являлись членами банды Калашова, как, к примеру, бывший сотрудник ГУБОП МВД РФ Евгений Суржиков по кличке Суржик.
По утверждениям газеты «Коммерсантъ» и «Российской газеты», непосредственно заместитель Генерального прокурора РФ Виктор Гринь распорядился передать дело для расследования не в СКР, а в следственное управление ФСБ, мотивировав это объективными этическим соображениям, в итоге дело попало к начальнику 3-го следственного отдела СУ ФСБ Михаилу Савицкому, который и принял решение о задержании фигурантов, а затем ходатайствовал в Лефортовском районном суде об их арестах. Экс-глава ГСУ СК Дмитрий Довгий поддержал такую позицию и прокомментировал ситуацию:

Да и вообще как могут работники СК расследовать уголовные дела по сути в отношении самих себя? Изначально это неправильный подход. Дело нужно было поручить военно-следственному управлению, ФСБ или другому органу. И в случае с Никандровым и Максименко поступили совершенно верно. Их дело ведёт ФСБ, так что никто не обвинит следствие в предвзятости.— 
В этой связи следует отметить крайне неудачный визит в суд по делу Улюкаева старого друга коррупционеров из СКР генерала ФСБ Феоктистова, в результате которого генерал был отправлен на пенсию, а лишившиеся влиятельного покровителя Максименко, Никандров и Дрыманов оказались за решеткой.
Пресс-секретарь президента России Дмитрий Песков поддержал «санацию», определив её «антикоррупционной работой». Известный юрист Владимир Калиниченко был крайне возмущён тем, что сотрудники правоохранительных органов привычно брали взятки от «воров в законе».

#### Дрыманов
Ситуация с Дрымановым напоминала газете «Ведомости» известное дело 2011 года о крышевании прокурорами игорного бизнеса: издание однозначно указывало на межведомственную борьбу в качестве основного мотива уголовного преследования Дрыманова. В 2018 на одном из судебных заседаний глава столичного управления Следственного комитета Александр Дрыманов обвинялся прокуратурой к получению взятки от участников преступной группировки Шакро, однако «Дрыманов не проходит в качестве обвиняемого по делу, обвинение ему не предъявлено, и непонятно, какие есть юридические основания для таких заявлений», — заявил РБК бывший Генеральный прокурор Юрий Скуратов. По его словам, здесь чувствуется «определённая натяжка и подоплёка», в том же году нападки прокуроров на Дрыманова стали приобретать несистемный характер, к примеру, на процессе о перестрелке на Рочдельской улице генерала упрекали в том, что он как-то принял от Никандрова благодарность за продвижение по службе, однако против него дал показания экс-глава СО СК по ЦАО Алексей Крамаренко. Дрыманов сетовал на коварство сотрудников ФСБ, которые некоторое время делали вид, что претензий к нему не имеют, «Хуже, чем 37-й год» — утверждал Дрыманов. Версия ФСБ заключалась в том, что деньги Шакро, пройдя через цепочку посредников и потому уполовинившись, оказались у Михаила Максименко, который, «встретившись с Александром Дрымановым на пересечении улиц Волхонки и Знаменки, передал ему уже 400 тысяч долларов. Генерал, в свою очередь, считают в ФСБ, разделил эту сумму поровну с генералом Никандровым», причём Дрыманов лично пересчитывал деньги в собственном рабочем кабинете. В результате Дрыманов ушёл в отставку, заявив, что его оболгали под давлением ФСБ, некоторое время он избегал ареста, однако летом 2018 года Дрыманова задержали, причиной стали новые показания Никандрова. 31 июля Дрыманову были предъявлены обвинения во взяточничестве в крупном и особо крупном размерах. Свою вину Дрыманов не признаёт

#### Максименко
Максименко Михаил Иванович — руководитель Главного управления межведомственного взаимодействия и собственной безопасности Следственного комитета Российской Федерации. В основном известен тем, что был задержан вместе со своим заместителем Александром Ламоновым и сообщником Денисом Никандровым по коррупционному делу авторитета Захария Калашова. Михаил Максименко начинал работать в СОБРе при петербургском УБОПе, с 2007 года работает в Следственном комитете при прокуратуре Российской Федерации, позже, в управлении физзащиты СКР, охранял Александра Бастрыкина, в дальнейшем возглавил УСБ СКР. В 2016 году Максименко, как должностное лицо, подозревался в получении взятки в особо крупном размере по делу о перестрелке на Рочдельской улице, являлся основным участником судебного процесса по этому делу. Причём, хотя Максименко как глава управления был ниже по своему статусу, чем заместители председателя СКР, но, благодаря хорошим отношениям с Бастрыкиным, влиял на многие процессы ведомства; так, по данным предварительного расследования, в деле Захария Калашова главную роль играл именно полковник Михаил Максименко, а не генерал-майор юстиции Денис Никандров, как сообщалось ранее. «Полковник считается ближайшим сподвижником Бастрыкина», сообщала «The New Times», по словам Максименко, это уголовное дело направлено на дискредитацию СКР и его главы Александра Бастрыкина.
В отличие от Никандова, Михаил Максименко не стал давать показания в уголовном процессе по перестрелке на Рочдельской улице, сославшись на 51-ю статью Конституции РФ, жалоба на арест отозвана стороной защиты самого Максименко.

#### Никандров
Противостояние друзей Буданцева из ФСБ РФ и коррумпированных Шакро Молодым сотрудников СК РФ в деле о перестрелке на Рочдельской пробовал использовать в своей защите арестованный Денис Никандров, в своём частном письме Бастрыкину он указывал на, якобы, имеющий место межведомственный конфликт, как причину своих несчастий, и на этом основании просил вернуть дело в близкий ему СК РФ. Впрочем, ранее адвокаты Никандрова официально подали жалобу Генеральному прокурору России Юрию Чайке, в которой указывали о необоснованности передачи дела в ведение ФСБ, так как генерал является спецсубъектом, и в соответствии с Уголовно-процессуальным кодексом РФ в отношении такого лица и по статье «взятка» (290 УК РФ) расследование может проводить только Следственный комитет России.
По мнению Никандрова, недружественные действия Гриня с изменением подведомственности расследования были не более, чем местью за «игорное дело подмосковных прокуроров», расследованием которого он занимался ранее, а продление ареста являлось результатом мести ФСБ за отказ переквалифицировать действие Буданцева с убийства на превышение самообороны. В связи с тем, что ФСБ и СК РФ, в лице Бастрыкина, до ареста Никандрова официально согласовали свои действия, либо оформили их задним числом, суд признал законной подследственность ФСБ уголовного дела.
В жалобе защита Никандрова, в лице адвоката Мезенцева, использовала известные процессуальные приёмы, так, в порядке статьи 125 УПК, в суд была подана жалоба на следователя, возбудившего дело, в которой предлагалось признать действия следователя немотивированными, но и в этой части суд признал действия правоохранителей законными, жалобу не удовлетворил.
Также Никандров подал исковое заявление о защите чести, достоинства и деловой репутации к популярному новостному ресурсу, в котором просил признать не соответствующей действительности опубликованную информацию, в которой утверждалось, что во время обыска у него были обнаружены несколько сотен тысяч евро, судом в иске ему было отказано на том основании, что указанные сведения подлежат проверке в рамках уголовного дела.
Адвокат — Сергей Капустин.

#### Ламонов
Вслед за Никандовым иск к средству массовой информации подал заместитель главы Управления собственной безопасности СК РФ Александр Ламонов, арестованный по тому же делу о взятке, что и его руководитель Максименко. Ламонов требует пять миллионов рублей компенсации за моральный вред, который он понёс от публикаций об его коррупционных связях с «вором в законе» Шакро Молодым. Защита Ламонова, как и Никандрова, апеллировала к подведомственности дела СКР, а не ФСБ, кроме того, пыталась признать недопустимыми доказательствами результаты прослушки ФСБ. В 2017 году Ламонов, через адвокатов, отправил письмо Президенту РФ, в котором высказывал, по утверждению газеты «Московский комсомолец», опубликовавшей отрывки из письма, не более чем занимательные версии произошедшего, несуразицы Ламонова коллеги из СКР объясняют чрезмерным давлением на подследственного. В дальнейшем Ламонов стал утверждать, что взял деньги «под переквалификацию» обвинения Итальянца с вымогательства на самоуправство, зная что вопрос решён ранее, без денег. «По работе глобально мыслить он был не способен» — так характеризовали запутавшегося Ламонова некоторые сотрудники СКР — «Больше может работать по мелкому, чем по крупному».

#### Крамаренко
Алексей Крамаренко («Крамар») — бывший начальник следственного управления СКР по Центральному округу Москвы, с 2016 года работавший в «Роснефти», обвиняемый Следственным управлением ФСБ РФ в получении особо крупной взятки (ч. 6 ст. 290 УК РФ), был арестован в декабре 2017 года. Алексей Крамаренко, как и трое его ранее арестованных коллег, по версии ФСБ, был связан с вором в законе Захарием Калашовым (Шакро Молодой). Крамаренко устроил прямо в здании СУ по ЦАО личную встречу Кочуйкова и Калашова — в надежде, что последний убедит Итальянца дать показания, необходимые для его освобождения.

### Свидетели

#### Смычковский, Шейхаметов, Скоч, Усманов, Ракишев
Смычковский и Шейхаметов — криминализированные коммерсанты, посредники в передаче взяток от Шакро сотрудникам СКР, причём, Смычковский («Смыч») ранее являлся сотрудником правоохранительных органов, но был судим за мошенничество, а Шейхаметов являлся владельцем сети ресторанов «Якитория». В дальнейшем версии Смычковского стали приобретать фантастический характер: так, он утверждал, что фактически ни с кем из знакомых не знаком, что фразы ему надиктовывали неустановленные преступные авторитеты, и тому подобное. Фигурирующий в деле Максименко депутат Госдумы РФ Андрей Скоч является, по мнению суда, второстепенным свидетелем, не представляющим для следствия интереса, однако Скоч всё равно судился с шестью СМИ и несколькими гражданами, требуя от них опровержения информации о своей причастности к делу Шакро Молодого. Кенес Ракишев и Алишер Усманов пытались дистанцироваться от появившейся информации о их причастности к конфликту, любопытно, что убивший бандитов Буданцев не исключал, что ему в день перестрелки звонил за помощью Ракишев, однако, позже изменил показания.

#### Дело Шварёва
Александр Шварёв — журналист-расследователь с 20-летним стажем, который работал в ведущих изданиях. Он награждён почётными грамотами наших силовых структур и имеет кучу знакомых среди бывших и нынешних сотрудников этих организаций.— Николай Ульянов, главный редактор информационного агентства «Росбалт».
Журналист «Росбалта» Александр Шварёв утверждал, что получал угрозы за упоминание в своих статьях о перестрелке на Рочдельской улице политика Скоча, этот депутат, якобы, выделил деньги на подкуп Максименко, кроме того, журналист рассказал про неприятности у олигарха Алишера Усманова, который оказался без вины виноватым — Шакро молодой предъявил ему (претензии), за то, что «Ракишева с Буданцевым познакомил в свое время Искандер Махмудов», к которому и обратилась за помощью потерпевшая Жанна Ким. Ранее сам Усманов, как и Скоч, через суд требовал удалить статьи о своих связях с Шакро-Молодым, Усманов требовал заблокировать статьи на сайте «Russian Criminal», в статьях говорится о том, что Михаил Максименко и его заместитель Александр Ламонов обсуждали встречу Усманова с Шакро, в ходе которой тот якобы «жестко отчитывал» миллиардера. Кстати, для Шварёва журналистское расследование Перестрелки на Рочдельской улице закончилось заочным арестом, его обвинили в вымогательстве у казахстанского бизнесмена Кенеса Ракишева денег и клевете на олигарха Усманова, сам журналист, по совету адвоката Жеребенкова, успел скрыться Риге. По делу о клевете обыски проходили и в редакции «Росбалта», и дома у Шварёва. Подобные дела являются довольно распространенными для журналистов, так, при схожих обстоятельствах, в вымогательстве обвиняли Игоря Рудникова и, кроме того, ещё и в клевете, Олега Лурье, эти два журналиста были осуждены.

## Последствия
Уже в начале процесса раскрытия преступления, силами ФСБ выявилась почти повсеместная коррупция не только в московском следственном комитете, верхушка которого подала рапорты на увольнение, а позже практически в полном составе осуждена, но и в МУРе, более половины которого, включая территориальные подразделения, пытались сократить по той же причине, это было не первое разоблачение коррумпированных полицейских, ранее на связи сотрудников столичных органов внутренних дел с организованной преступностью однозначно указывал прежний начальник МУРа Александр Трушкин. Перестрелка на Рочдельской улице обострила межведомственную конкуренцию российских силовиков, «классическим примером борьбы между российскими силовыми ведомствами» называли последствия перестрелки на Рочдельской улице. «Сейчас правильно говорить о конфликте ФСБ и СКР. Прокуратура лишь помощник ФСБ в этом вопросе», — полагает бывший генеральный прокурор Юрий Скуратов, однако, в итоге, в выигрыше оказывается Генпрокуратура. По мнению политолога Татьяны Становой, несмотря на кажущееся лидерство прокуроров перед следователями, в тот момент оба ведомства — и СКР, и Генпрокуратура — выглядяли довольно слабыми на фоне МВД, ФСБ и Росгвардии. «Новый виток войны между противоборствующими кланами силовиков оказался спровоцирован ссорой двух светских львиц» — резюмировали информационные источники, иные лица определяли действия этих известных участниц конфликта в аналогичных по смыслу, но в обсценных лексических выражениях.
В 2018 году информационное агентство «REGNUM» обратило внимание на то, что «событие уже стало достоянием „Википедии”», ресурс «БФМ.ру», в 2019 году, отметил, что «легендарная перестрелка на Рочдельской улице» продолжает быть информационным поводом.

### Вынесенные приговоры
Один из участников перестрелки — Батыр Бекмурадов, в прошлом майор воздушно-десантных войск, а позже руководитель частного охранного предприятия «Защитник», сотрудничавший с Шакро Молодым — в 2018 году был приговорён к 9 годам лишения свободы за участие в вымогательстве в составе группы из более чем 10 человек (статья 163 УК РФ). В 2021 году он получил ещё 6 лет тюрьмы за похищение американского бизнесмена Бориса Мунахи (статья 163 УК РФ) и самоуправство (статья 330 УК РФ). У самого Бекмурадова были изъяты в 2016 году один автомобиль BMW 730 и два автомобиля Nissan Patrol, оформленные на шофёра Бекмурадова. Также были конфискованы финансовые сбережения на суммы 3 тысячи долларов США, 4 тысячи евро и 43 тысячи рублей соответственно. 13 ноября 2023 года стало известно, что Бекмурадов шесть недель тому назад отправился в зону боевых действий ВС РФ на Украине, а его адвокаты начали процесс по возвращению конфискованных автомобилей, утверждая о намерении передать их на нужды армии. Сообщалось, что Бекмурадов неоднократно обращался в Министерство обороны и ЧВК «Вагнер» с просьбой направить его на фронт, но ему отказывали во всех случаях.
В апреле 2018 года Михаил Максименко был признан виновным в получении двух взяток на суммы $500 тыс. и $50 тыс., причём самый крупный и громкий эпизод связан с историей Шакро Молодого и Итальянца. Он был приговорён к 13 годам лишения свободы с отбыванием наказания в колонии строгого режима и штрафу в размере 165 миллионов рублей, а также был лишён звания полковника юстиции. 18 марта 2020 года Московский городской суд оставил в силе вердикт о виновности, но ужесточил приговор до 14 лет колонии и штраф в размере 250 млн. рублей. В конце того же года Максименко был отправлен в исправительную колонию № 11 для силовиков в городе Бор Нижегородской области. Верховный суд Российской Федерации оставил в силе приговор, сократив только срок запрета на осуществление профессиональной деятельности для Максименко до 2,5 лет. 21 ноября 2023 года Максименко был найден мёртвым в комнате для хранения вещей психиатрического отделения больницы при колонии, где проходил лечение после попытки суицида.
18 марта 2020 года Алексей Крамаренко также был признан виновным в получении взятки и приговорён к 10 годам лишения свободы в колонии строгого режима и штрафу в размере 195 млн. рублей. Верховный суд Российской Федерации оставил в силе приговор, сократив до 3 лет срок запрета Крамаренко заниматься профессиональной деятельностью. 14 ноября 2023 года агентство РБК сообщило, что Крамаренко был помилован и отправился в зону боевых действий на Украине, заключив более полугода назад контракт с Министерством обороны.